# Coztzitzimitl
Las Coztzitzimitl son, en la mitología mexica, un grupo de demonios femeninos de piel amarilla emparentados con las Tzitzimime. Además de estos existían otros 3 grupos independientes, llamados Iztactzitzimitl (demonios blancos), Itlatlauhcatzitzimitl (demonios rojos), Xoxouhcaltzitzimitl (demonios azules).